# Reutov
Reutov (rusko Ре́утов) je mesto v Moskovski oblasti v Rusiji, ki leži vzhodno od Moskve. Leta 2021 je imelo 113.871 prebivalcev.

## Zgodovina
Točen datum ustanovitve Reutova ni znan, vendar večina zgodovinarjev verjame, da je bil ustanovljen med letoma 1492 in 1495. V 17.-18. stoletju je vas Reutovo pripadala dinastijam knezov Turenina in Vasilija Aleksandroviča Dolgorukova. Na začetku 18. stoletja je Reutovo postalo vas. Knjiga popisa iz leta 1709 beleži vas Reutovo, katere lastnik je bil knez Vasilij Dolgorukov.
Leta 1787 je vas pridobil knez N. I. Maslov. Pod njegovim vodstvom je Reutovo postalo luksuzno podeželsko posestvo. Na začetku 19. stoletja je knez Maslov bankrotiral in vas je postala last polkovnika A. M. Pohivistneva, ki je leta 1824 zgradil bombažni mlin. Preja je bila med najboljšimi v Rusiji in je na Vseruski narodni predstavi osvojila zlato medaljo. Kmalu za tem je Pohivistnev prodal zemljišče in mlin.
Leta 1843 je zemljišče in mlin kupil moskovski trgovec S. A. Mazurin. Zgradil je tovarno opek, spalnice in preuredil bombažni mlin ter postopoma gradil tovarniško mesto Reutovo.
Od leta 1955 Reutov gosti NPO Mašinostrojenja, v ZSSR znan kot Poskusni konstruktorski biro št. 52, kjer je potekal razvoj različnih robotskih satelitov in satelitov s človeško posadko, medcelinskih balističnih raket ter manevrirnih izstrelkov; dolgoletni direktor je bil Vladimir Čelomej.
Mesto je od Moskve ločeno z obvoznico in Nosovihtinsko avtocesto. Reutov ima status znanstvenega mesta (naukogorod) in praznuje svojo obletnico zadnjo soboto v septembru.